# Ladislau Bányai
Ladislau Bányai (n. 17 noiembrie 1907, Baia de Criș, Hunedoara – d. 4 mai 1981, București) a fost un istoric ungur, membru corespondent al Academiei Române și deputat în Marea Adunare Națională.
În perioada 1952–1956, Ladislau Banyai a fost rectorul Universității Bolyai din Cluj.

## Decorații
- Ordinul Muncii clasa I (30 decembrie 1957) „cu ocazia celei de a zecea aniversări a proclamării Republicii Populare Romîne și pentru merite deosebite în îndeplinirea sarcinilor date de Partidul Muncitoresc Romîn, pentru merite deosebite pe tărîmul construcției de stat, economice, sociale, culturale și obștești”[4]
- Medalia „40 de ani de la înființarea Partidului Comunist din Romînia” (6 mai 1961) „pentru activitate îndelungată în mișcarea muncitorească și merite în opera de construire a socialismului”[5]
- titlul de Erou al Muncii Socialiste și medalia de aur „Secera și ciocanul” (4 mai 1971) „cu prilejul aniversării a 50 de ani de la constituirea Partidului Comunist Român, [...] pentru activitate îndelungată în mișcarea muncitorească și merite deosebite în opera de construire a socialismului în patria noastră”[6]
- Ordinul „23 August” clasa I (23 ianuarie 1978) „pentru activitate îndelungată în mișcarea muncitorească și contribuția adusă la înfăptuirea politicii partidului și statului de făurire a societății socialiste multilateral dezvoltate în patria noastră”[7]